# Daniel Burnham

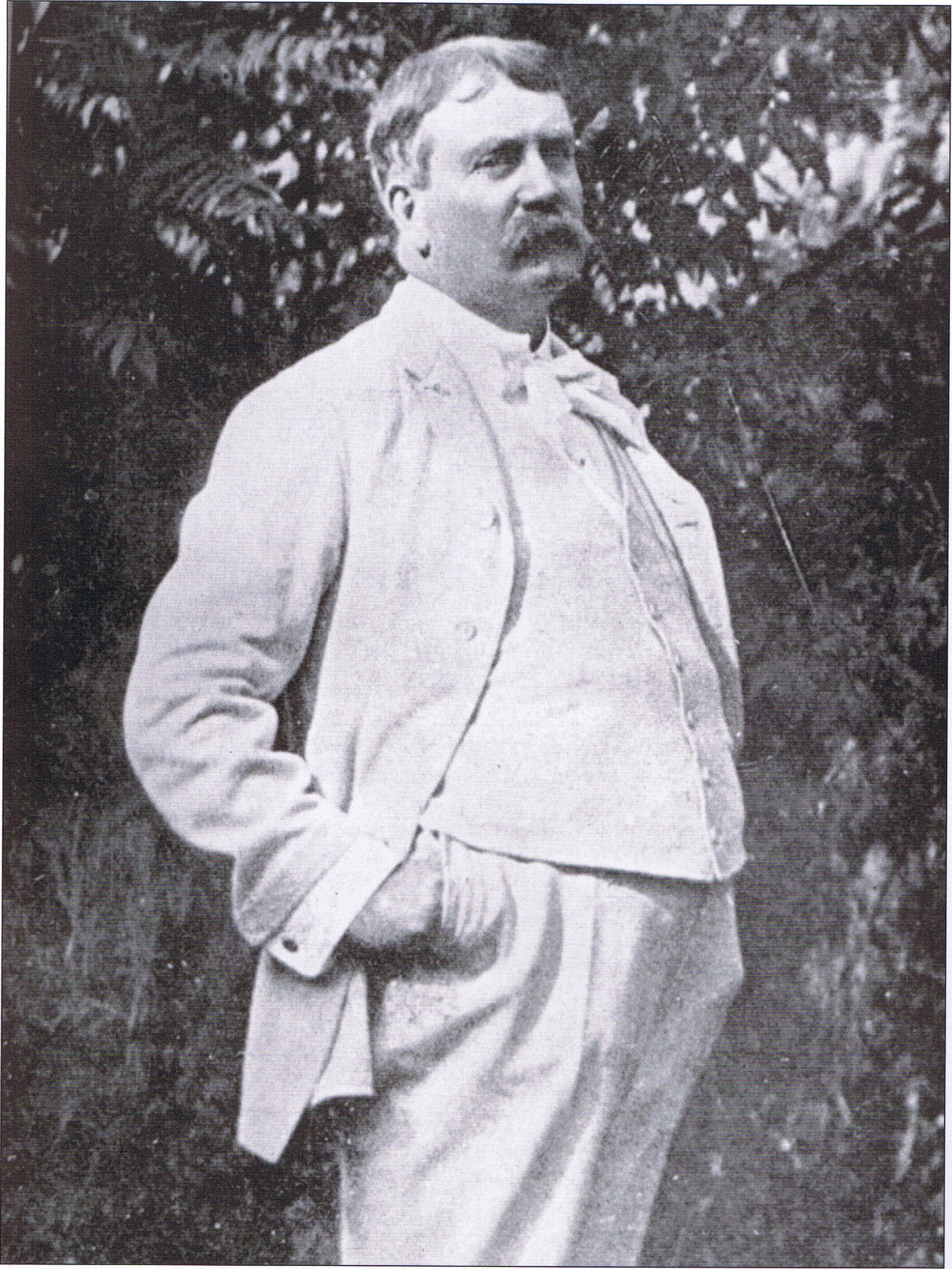
Daniel Burnham

Daniel Hudson Burnham (Henderson (New York), 4 september 1846 – Heidelberg, 1 juni 1912) was een Amerikaanse stedenbouwkundige en architect. Burnham was een van de pioniers van de wolkenkrabberarchitectuur. Hij werd bekend door zijn Chicago-plan uit 1909, als belangrijkste architect van de World's Columbian Exposition en als architect van het Flatiron Building in New York en het Union Station in Washington.

## Biografie
Daniel Burnham werd geboren in Henderson in de staat New York. Op negenjarige leeftijd verhuisde hij met zijn familie naar Chicago. Hij kreeg les in de Swedenborgian Church of New Jerusalem, waar hij bekend werd met de opvatting dan men ernaar moet streven ten dienste te staan van anderen. Na mislukte toelatingsexamens voor zowel de Harvard-universiteit als de Yale-universiteit werd Burnham technisch tekenaar bij de "vader van de wolkenkrabber" architect William Le Baron Jenney. Op 26-jarige leeftijd ging Burnham werken bij het architectenbureau Carter, Drake and Wight, waar hij John Wellborn Root ontmoette. In 1873 ging hij werken als zelfstandig architect.

### World's Columbian Exposition

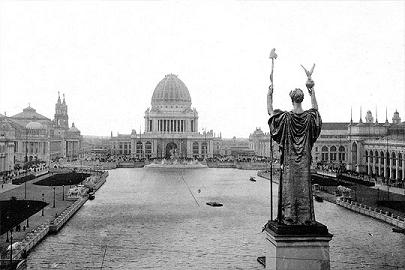
Het erehof en het grote bassin op de World's Columbian Exposition.

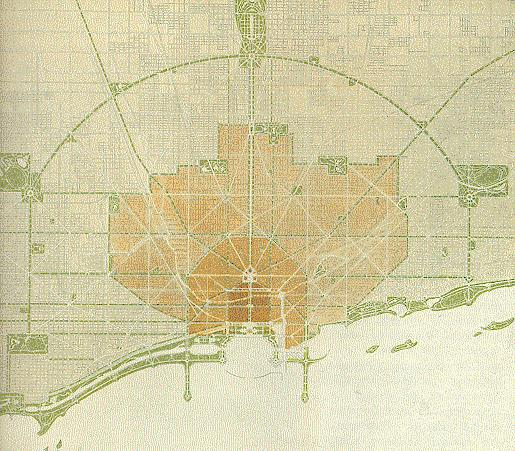
Kaart van het Chicago-plan

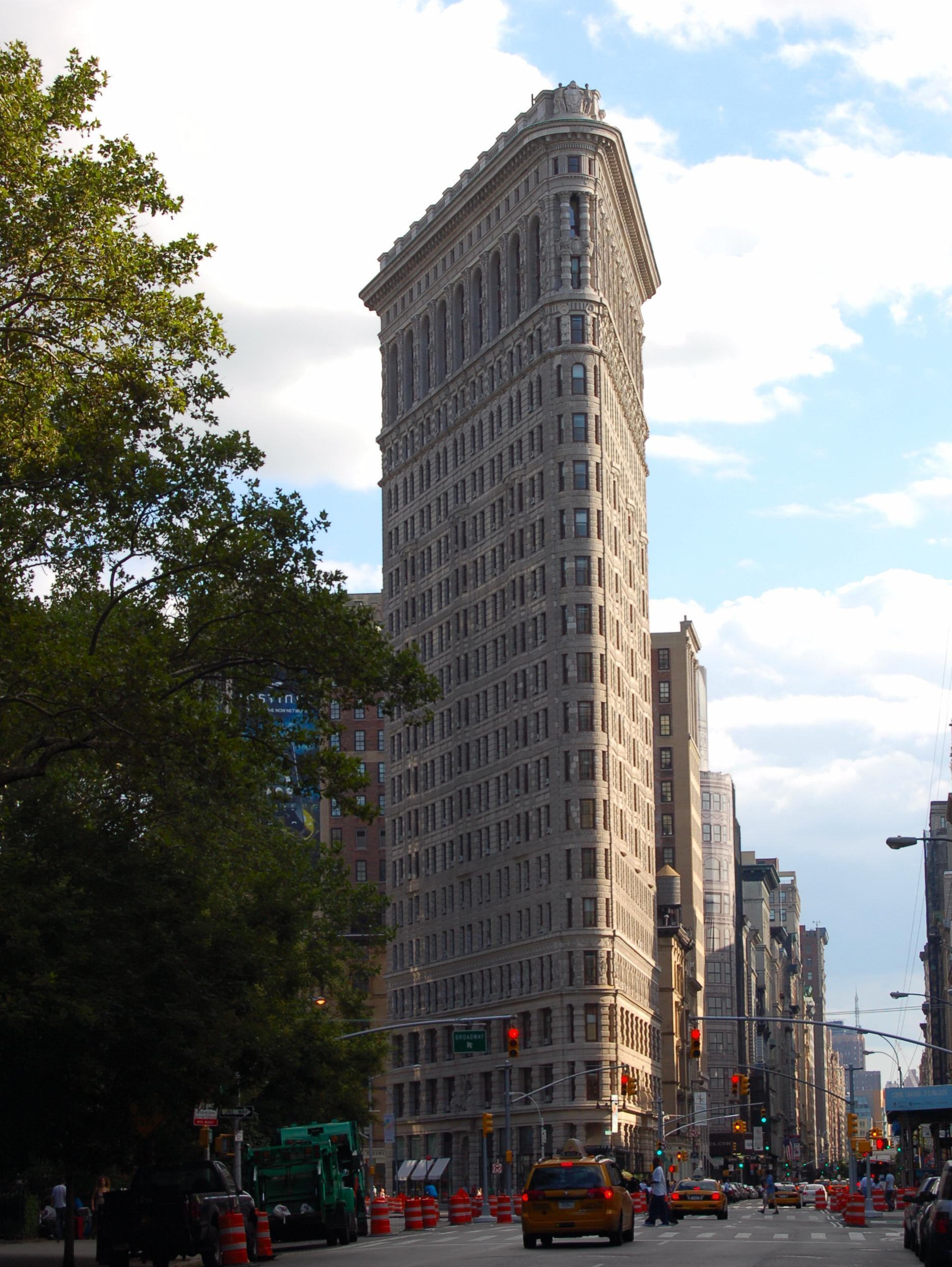
Flatiron Building in New York

Burnham en zijn collega Root accepteerden de opdracht om de wereldtentoonstelling van 1893 in Chicago, beter bekend als de World's Columbian Exposition, vorm te geven. Na de plotselinge dood van Root transformeerde een groep van beroemde Amerikaanse architecten en landschapsarchitecten, onder wie Burnham, Frederick Law Olmsted en Louis Sullivan, het kleurrijke, moderne ontwerp van Root radicaal tot een neoclassicistisch ontwerp. Onder leiding van Burnham werden financiële en logistieke problemen op tijd opgelost voor de opening van de wereldtentoonstelling.
Het tentoonstellingsterrein was versierd met grote boulevards, gebouwen met klassieke gevels en weelderige tuinen. Het geheel stond bekend als de White City (Witte Stad). De wereldtentoonstelling was een gigantische impuls voor de neoclassicistische en beaux-arts-architectuur. Klanten wilden graag gebouwen in de stijl van de tentoonstelling.

### Stedenbouwkundige ontwerpen
In 1906 begon Burnham aan zijn fameuze Chicago Plan. Het plan werd gepubliceerd in 1909 en hield een totale omvorming van de stad in. Het plan omvatte voorstellen voor brede diagonale boulevards die de belangrijkste locaties van de stad met elkaar moesten verbinden. Burnham sprak over stadsparken binnen loopafstand van iedere inwoner en een nieuwe haven aan het Michiganmeer. In het centrum van dit alles moest een nieuw stadhuis verrijzen. Burnham beoogde dat Chicago het Parijs op de prairie zou worden, met veel fonteinen en prachtige openbare gebouwen. Evenwel werden slechts enkele van de voorstellen daadwerkelijk uitgevoerd.
Na het Chicago Plan maakte Burnham nog meer stedenbouwkundige plannen voor steden als Cleveland, San Francisco en de Filipijnse steden Manilla en Baguio. De plannen voor San Francisco werden op 17 april 1906, één dag voor de aardbeving van 1906 gepresenteerd in het stadhuis van San Francisco. De vernietiging van de stad was een uitgelezen kans om de plannen te verwezenlijken, maar in de haast van de wederopbouw werden ze totaal genegeerd.
In Washington was Burnham nauw betrokken bij de plannen voor de renovatie van de National Mall. In die stad ontwierp hij het Union Station, destijds het grootste stationsgebouw ter wereld.

### Kritiek
Burnham maakte in zijn ontwerpen veelal gebruik van historiserende bouwstijlen, die hun inspiratie haalden uit de architectuur van het klassieke Griekenland en Rome. In Louis Sullivans autobiografie uit 1924 bekritiseerd Sullivan de bouwstijl van Burnham als niet origineel. Sullivan zegt dat "de schade die de wereldtentoonstelling heeft aangebracht een halve eeuw, als het niet meer is, zal duren." Sullivan bedoelt hier de populariteit die neoclassicistische stijlen na de wereldtentoonstelling hadden. Sullivan is zeer verbitterd over die populariteit, waarschijnlijk doordat Burnhams bouwstijl verkozen werd boven de ahistorische, moderne architectuur van Sullivan. Het is wel begrijpelijk dat de Amerikanen de classicistische bouwstijlen zo waardeerden: ze wilden het gevoel van culturele achterstand op Europa graag afschudden.
Burnham werd na zijn dood veelvuldig geciteerd: "Maak geen kleine plannen. Ze hebben niet de magie om het bloed van mannen te laten stromen." Dit citaat vat Burnhams imponerende stedenbouwkundige plannen goed samen, er is echter geen bewijs dat hij dit daadwerkelijk heeft gezegd.

## Bekende bouwwerken
- Rookery Building (1888), Chicago
- Monadnock Building (1893), Chicago
- Reliance Building (1895), Chicago
- Flatiron Building (1902), New York
- Union Station (1907), Washington
- National Museum of the Philippines (1918), Manilla